# Irský teriér
Irský teriér je plemeno psa vyšlechtěné, jak název napovídá, v Irsku v 19. století jako univerzální pes místních rolníků. Byl používán především k lovu, k hlídáni usedlostí, hubení hlodavců a drobných šelem v hlídaném objektu. Uplatňoval se i jako pastevecký pes. Dnes je chován především jako rodinný a společenský pes.

## Historie
Irský teriér v dnešní podobě vznikl na území Irska v druhé polovině 19. století.
Jako všechna plemena irských teriérů jsou prapředkové irského teriéra psi, které z kontinentu na ostrov přinesli předkové dnešních Irů – keltští Goidelové, kteří ostrov osídlili okolo 4. století př. n. l. Jedná se tudíž o paralelní vývojovou linii staroanglického teriéra.
v 17. a 18. století byli v Irsku běžně psi s vahou přes 25 kg, kteří se používali v boji. Po nich získal moderní irský teriér neohroženost, tvrdost a bojovnost. Začátkem 19. století byla pod pojmem irský teriér rozuměna nedefinovatelná směsice psů krátkonohých, dlouhonohých s různým typem srsti, rozdílnou stavbou lebky a těla. Rozdíly byly nejen ve velikosti , ale i v barvě srsti. Srst měla barvu od žluté, až po červenou, šedou, černou s tříslovým pálením a dokonce se vyskytovali bílí, strakatí, a břidlicově modří psi. Je třeba si uvědomit, že černá a tříslová (black – and – tan) barva je původní barva teriérů. Této barvě dávali Irové vždy přednost před bílou, protože psy této barvy spojovali s anglickými teriéry a proto ji u svých psů neměli v oblibě. Psi pšenicové barvy se vyskytovali převážně v hrabství Cork, zatímco psi červení pocházeli z oblasti kolem města Ballymena. Pro psy z okolí řeky Imaal byla typická modrošedá barva a protáhlá stavba těla s krátkýma nohama
. F.M.Jowett se domnívá, že původ irského teriéra je třeba hledat u Starého drsnosrstého Black and Tan teriéra.
První zmínky o irském teriéru jsou datovány okolo roku 1847. Tito psi ale neměli s moderním irským teriérem nic společného. Byli rozděleni do dvou váhových kategorií – pod 9 liber a nad 16 liber. Byli to psi střapatí s kupírovanýma ušima, někteří typově podobní skotskému teriéru, jiní spíše připomínající knírače.
Systematické šlechtěni irského teriéra je spjato s rokem 1879, kdy byl založen chovatelský klub pro irské teriéry. Na generálním shromáždění tohoto klubu v roce 1889 byl prosazen zákaz kupírování uší. Není bez zajímavosti, že tento krok vedl Kennel Club k všeobecnému zákazu kupírování uší.[zdroj?]
Moderní irský teriér vznikl v sedmdesátých letech 19. století několikanásobným spářením psa “Kiliney Boy“, jehož matka byla černá s tříslovým pálením, s intenzivně červenou fenou „Erin“, která měla neobyčejně tvrdou srst. Potomci těchto psů měli většinou tmavočervenou barvu a tvrdou srst. Stali se prototypem typického irského teriéra. Černá barva s pálením, kterou měla matka „Kiliney Boye“ a která se u některých potomků projevila, byla systematicky jako nežádoucí dalším chovem eliminovaná. Přesto ještě dnes po více než sto letech se zcela výjimečně vyskytne štěně zbarvené black and tan.
Původně značné rozdíly ve stavbě těla, velikosti, váze, barvě a typu srsti se začaly systematickým chovem rychle ztrácet, irský teriér se začal prezentovat jako typově vyzrálé plemeno a tak mohl být v roce 1881 vypracován první popis plemene. Ten ještě připouštěl mimo žlutého a červeného zbarvení srsti také barvu šedou ve všech odstínech a bílé skvrny na tlapkách. V roce 1897 v Liverpoolu byl standard rasy revidován. Šedé odstíny srsti stejně tak jako bílé znaky na tlapkách v novém standardu již nebyly tolerovány.

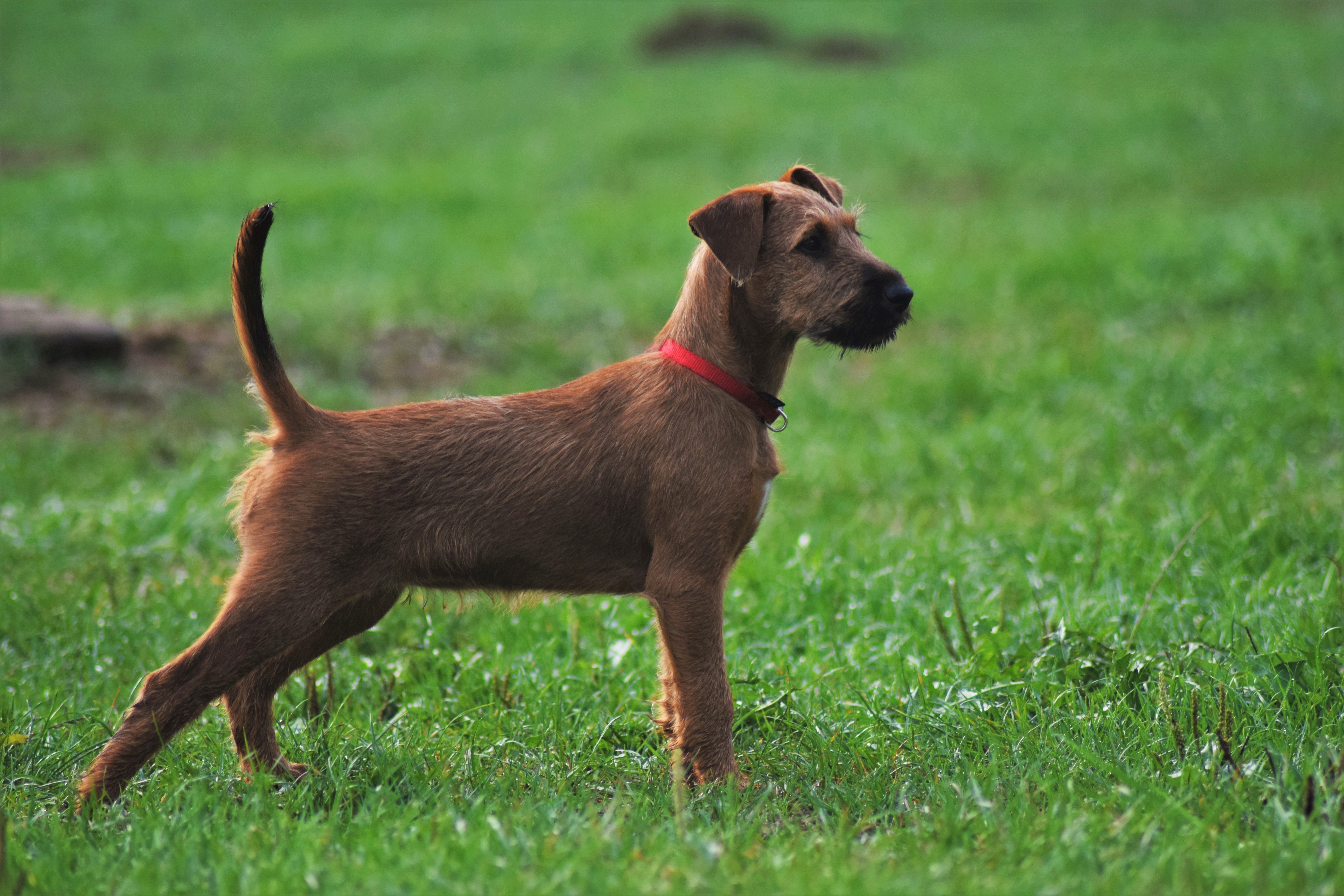
Štěně irského teriéra

## Popis
Irský teriér je středně velký, neobyčejně odvážný a sebevědomý pes. Vůči jiným psům je dominantní, přestože sám konflikty nevyhledává, výzvu k boji přijímá bez jakéhokoliv váhání. Vůči člověku je přátelský, vyrovnaný a neútočný.
Je ideálním průvodcem člověka jak ve městě tak na venkově. Správně vychovaný irský teriér představuje ideální typ domácího psa. Je velmi inteligentní, lehko vychovatelný. Při výchově je třeba ale velká dávka citu a důslednosti. Je ideálním partnerem pro děti, které vždy brání proti jakémukoliv příkoří a násilí. Přes jeho vysoký temperament neštěká. Pokud štěká, je to poslední varování. Při silném hnutí mysli se mu ježí srst na zátylku. Rád loví. Při lovu útočí na vše živé, co má kožešinu nebo peří. Pro jeho bojovnost, tvrdost a neohroženost získal přezdívku “Red Devil” (červený ďábel) nebo “Dare Devil” (odvážný ďábel).

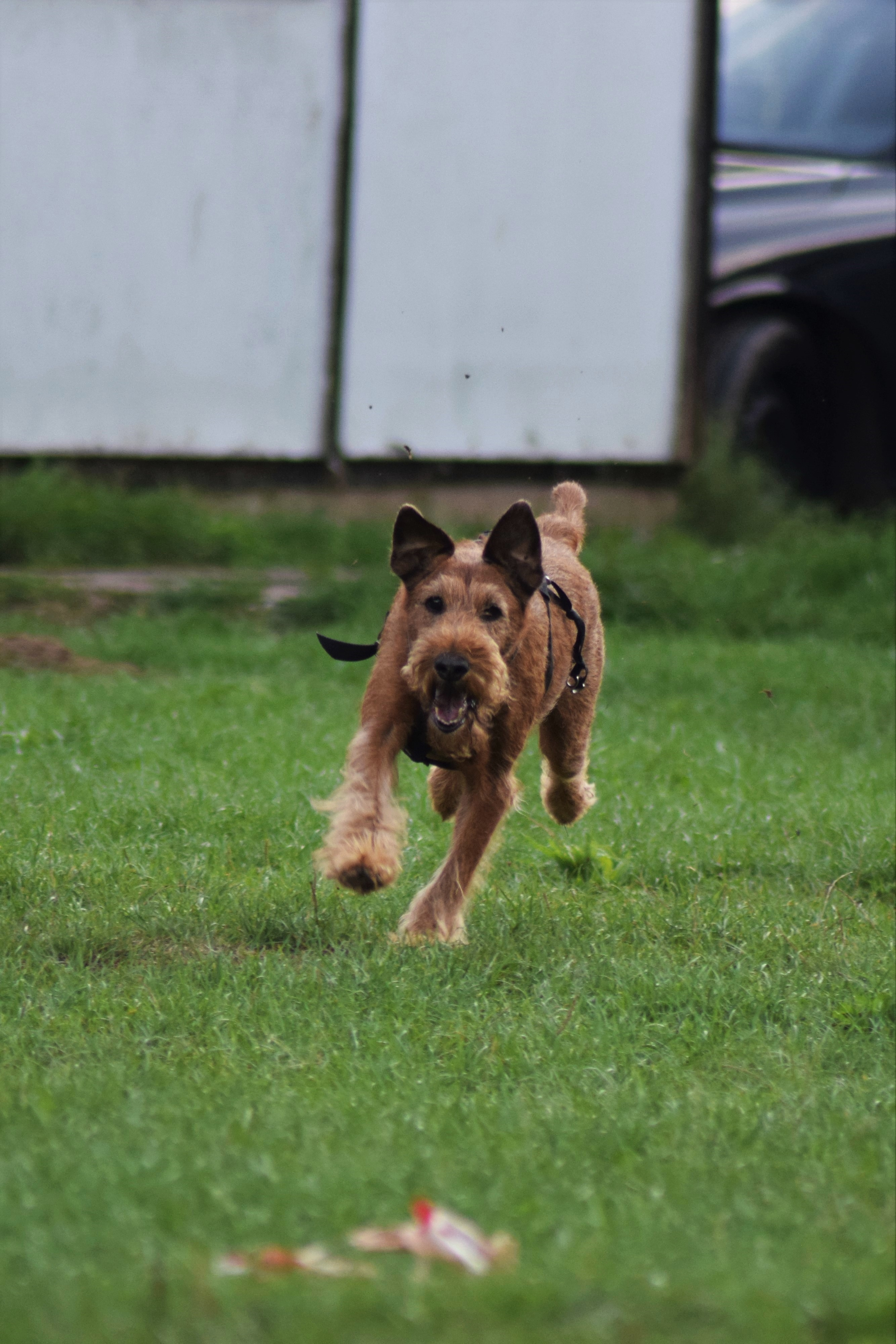
Pro irského teriéra je coursing srdcovou záležitostí

## Použití
Irský teriér byl původně vyšlechtěn jako všestranný lovecký a hlídací pes. Pro jeho všestranné lovecké vlastnosti, jeho odvahu, obratnost, vytrvalost a inteligenci byl dokonce v britských koloniích s oblibou používán při lovu velkých kočkovitých šelem jako tygrů a lvů. Traduje se, že tři irští teriéři byli schopni zadržet a „zaměstnat“ takovouto kořist do příchodu lovce. Právě při lovu na velké kočkovité šelmy získal své přezdívky jako „Red Devil“.
Dnešní využití:
- jako rodinný a společenský pes – především pro jeho neútočnost, toleranci k dětem, nepodplatitelnost a odvahu bránit majetek a osoby mu blízké
- záchranářský pes
- pro sportovní výcvik všeobecné poslušnosti a stopování
  - agility
  - coursing
  - mobility
  - jako lovecký pes

## Péče
Vyžaduje hodně pohybu. Dokáže se však plně přizpůsobit rytmu života své rodiny. Srst se musí pravidelně upravovat – trimovat (= vytrhávání odrostlé srsti). Výcvik, který je v každém případě žádoucí, musí být veden velice konsekventně, ale citlivě. Hrubým zacházením vznikne rychle u irského teriéra nechuť k práci a nedůvěra ke svému pánovi.

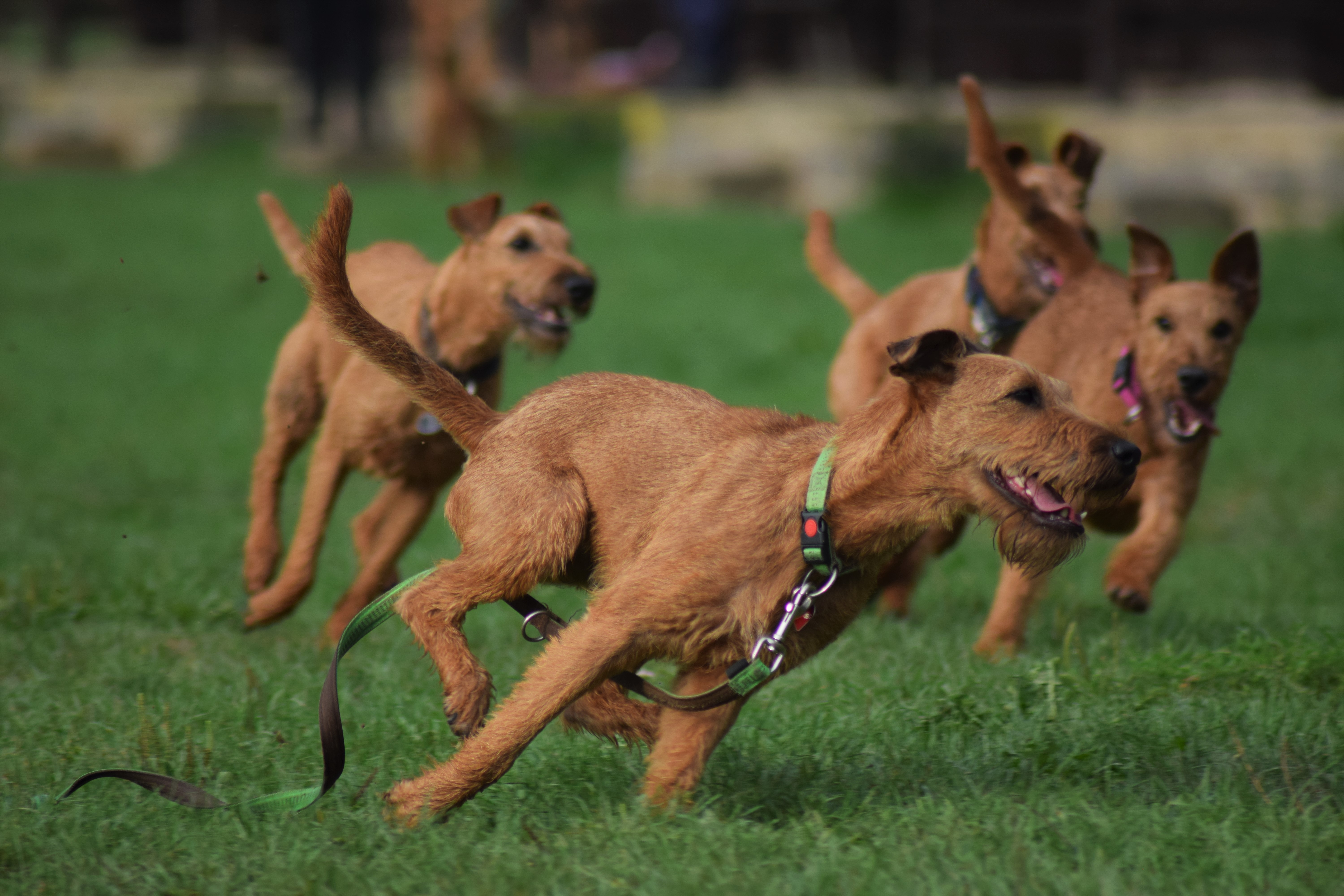
Irský teriér je velice aktivní plemeno

U dospívajících psů bývá mnohdy nutné vylepování uší, protože jinak odstávají.

## Fotogalerie

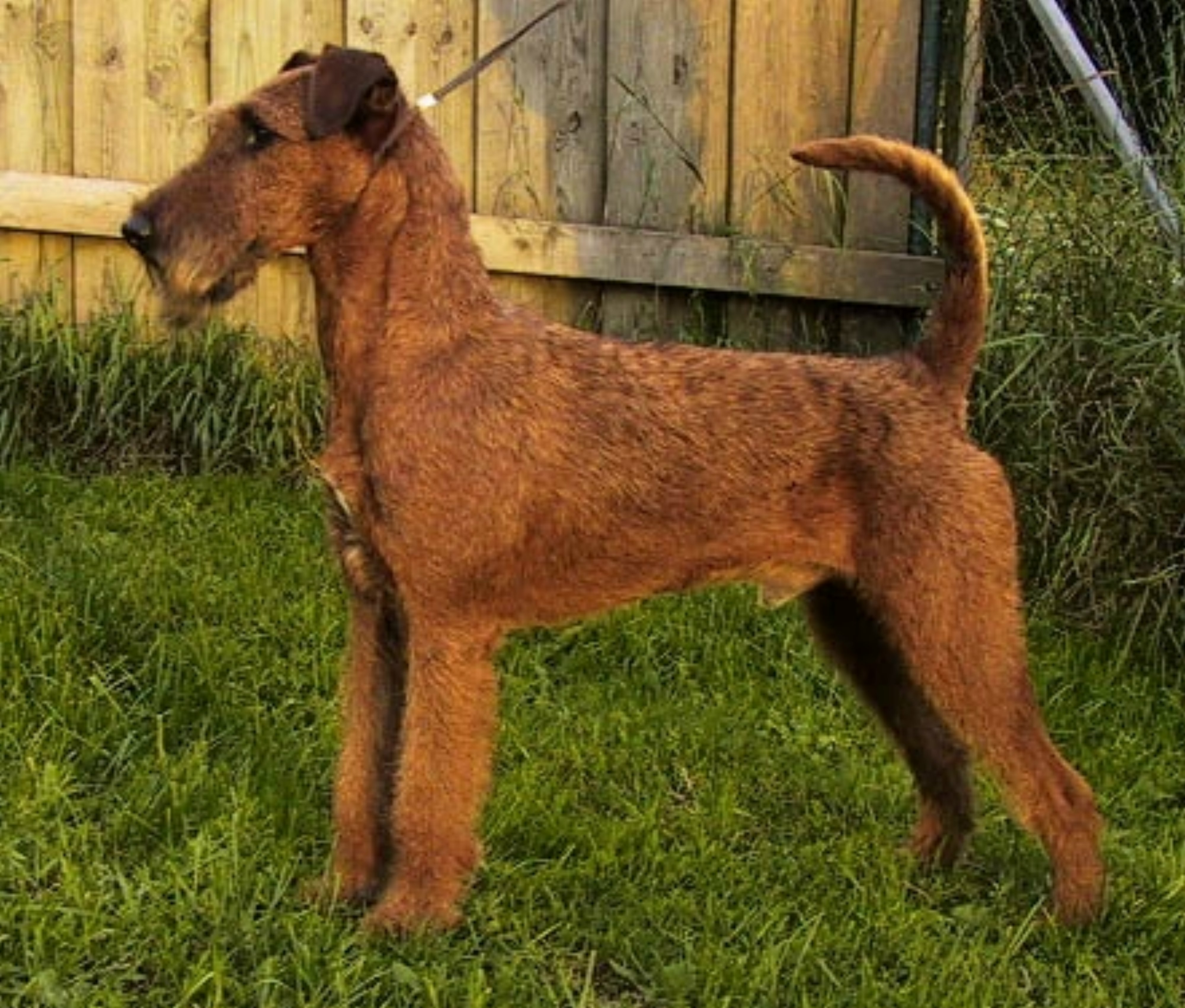
Irský teriér
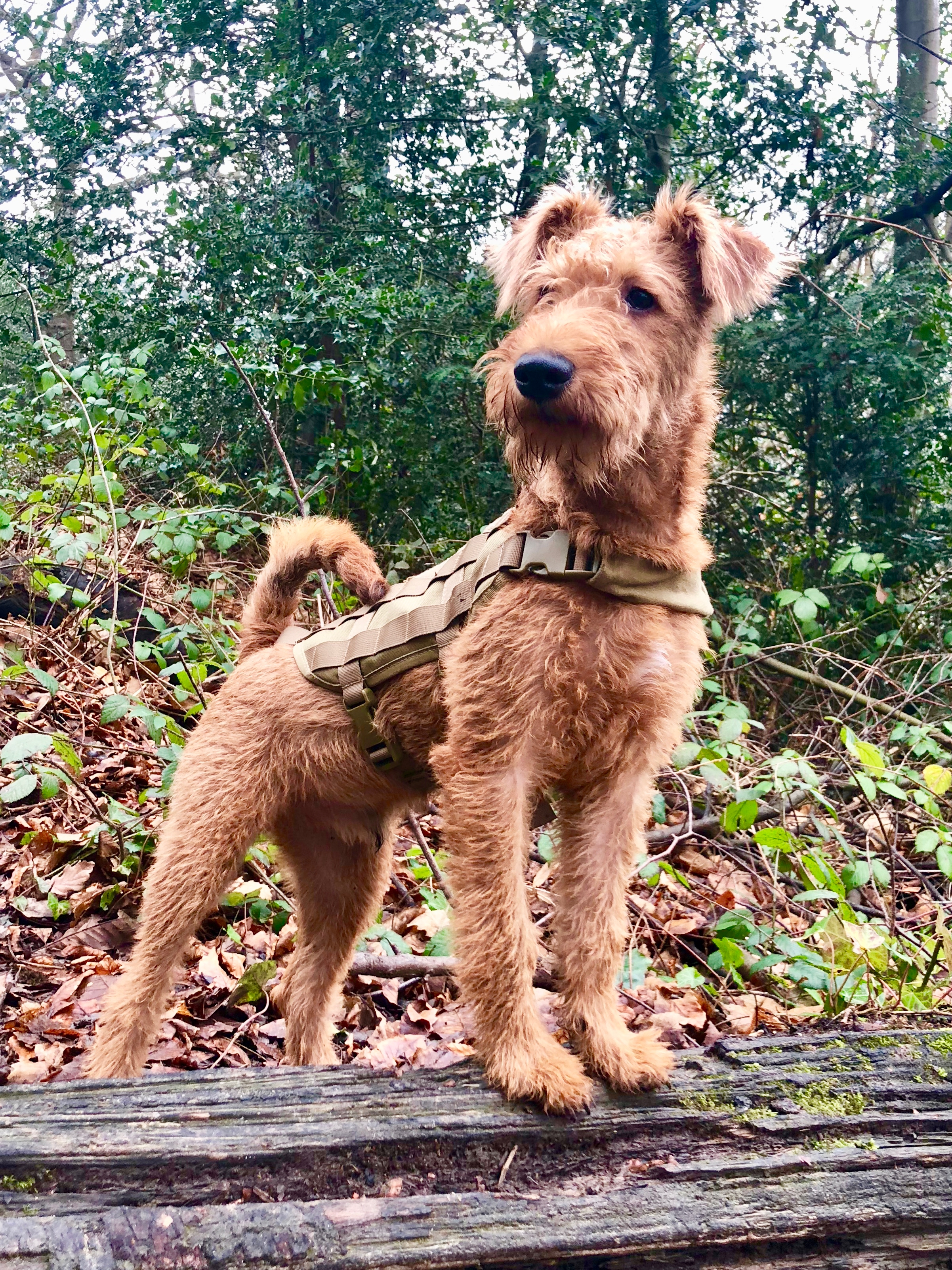
Irský teriér
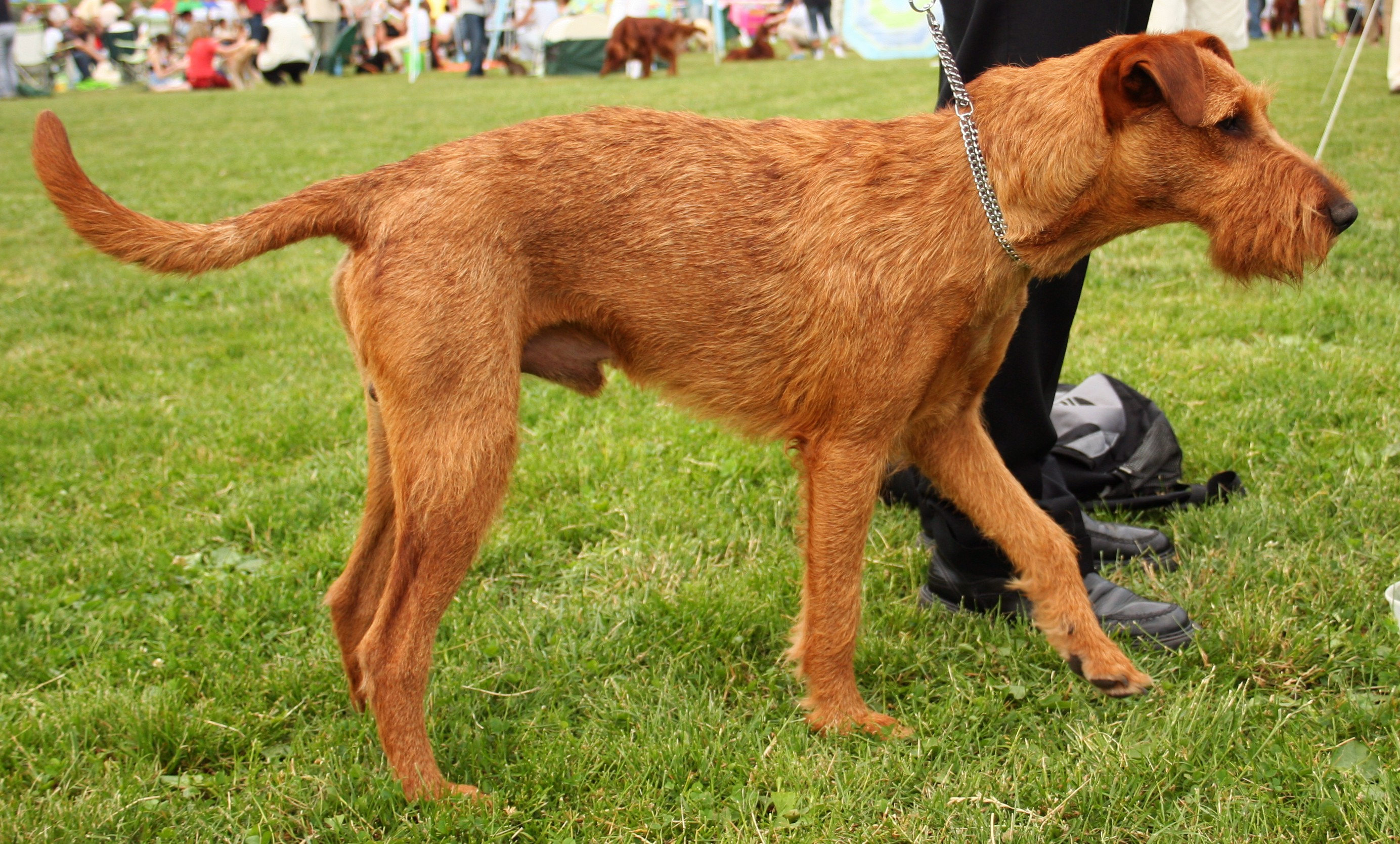
Irský teriér
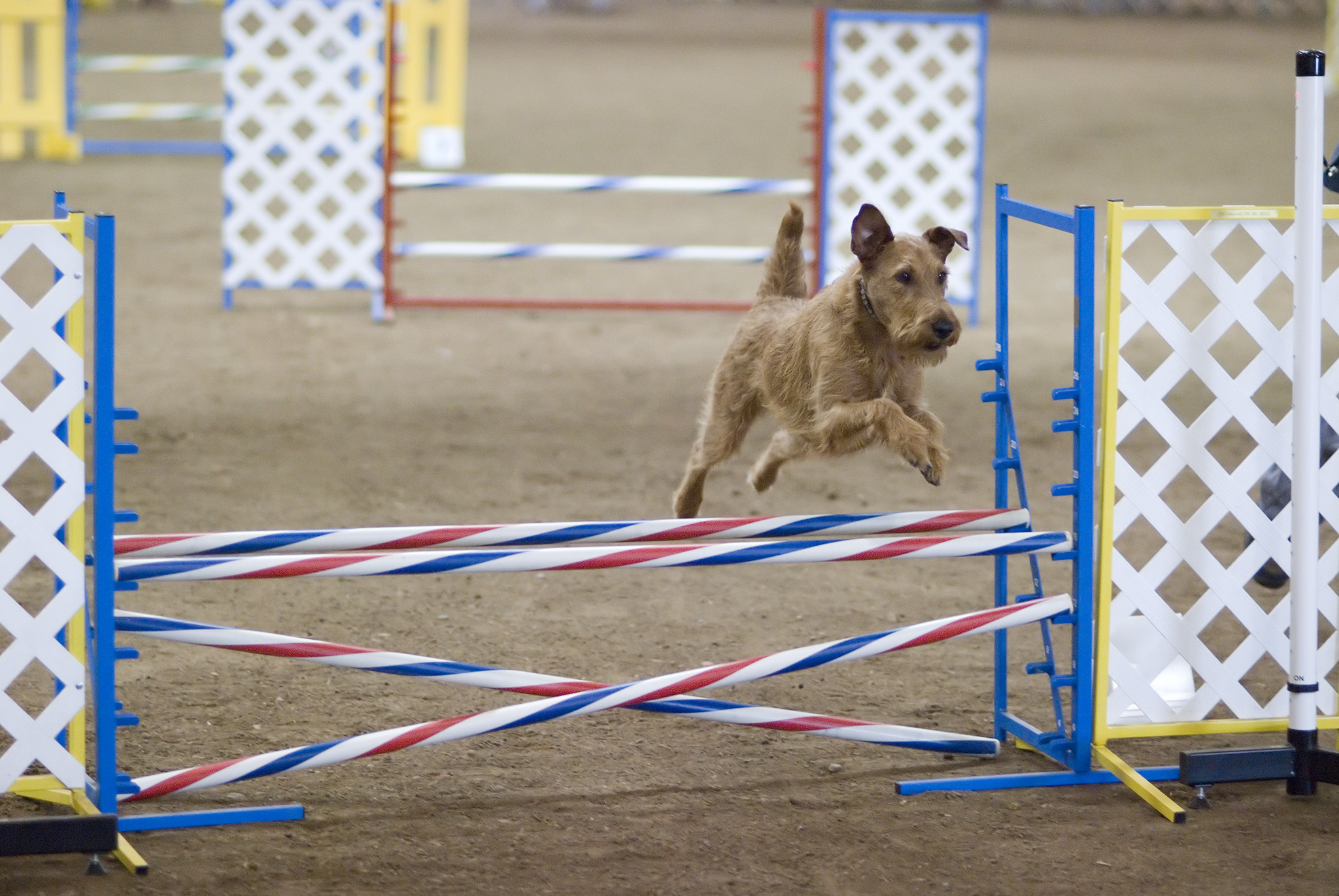
Irský teriér a agility
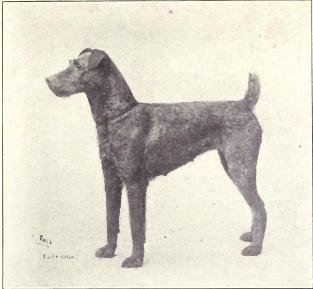
Irský teriér kolem roku 1915
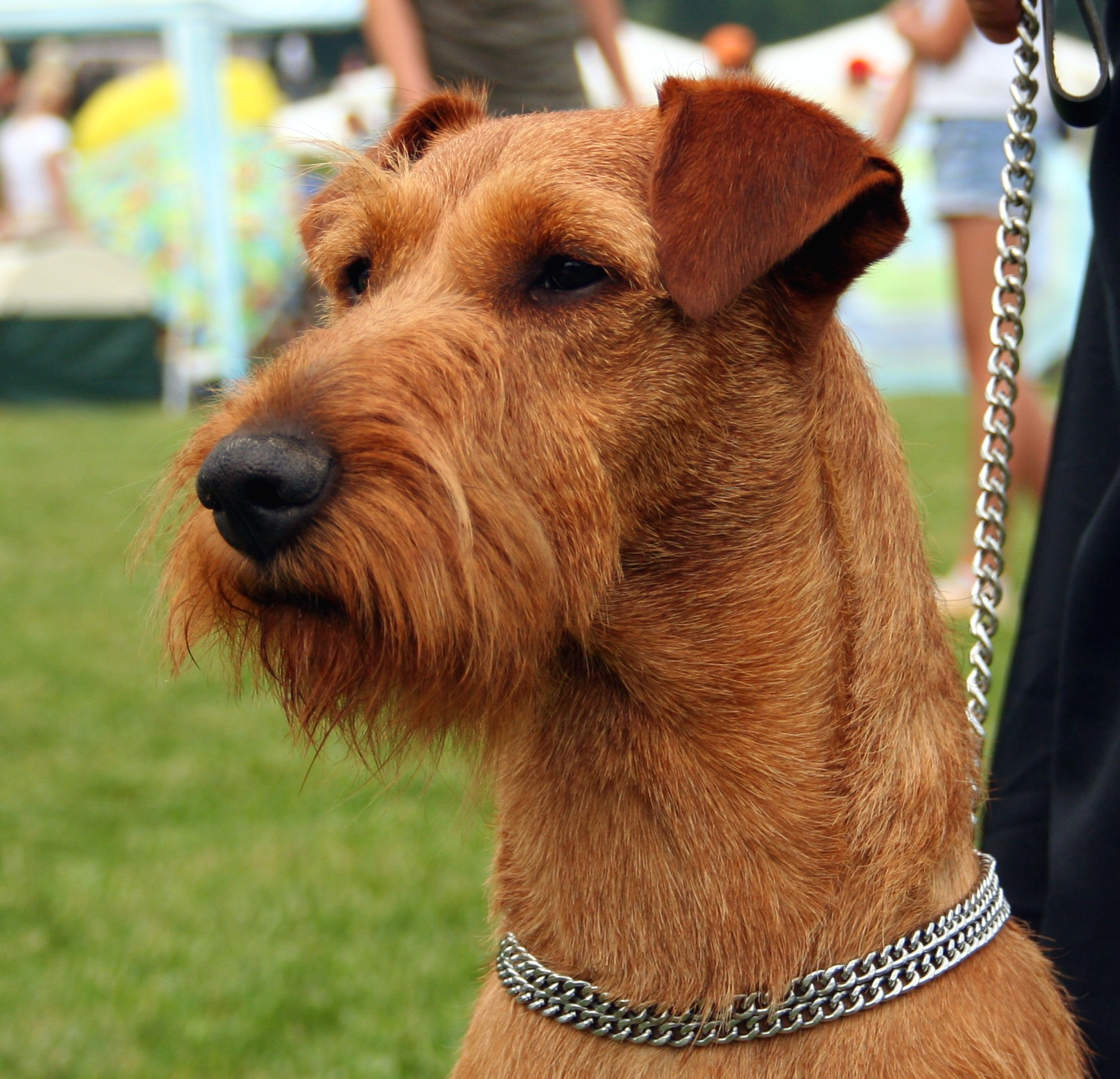
Irský teriér
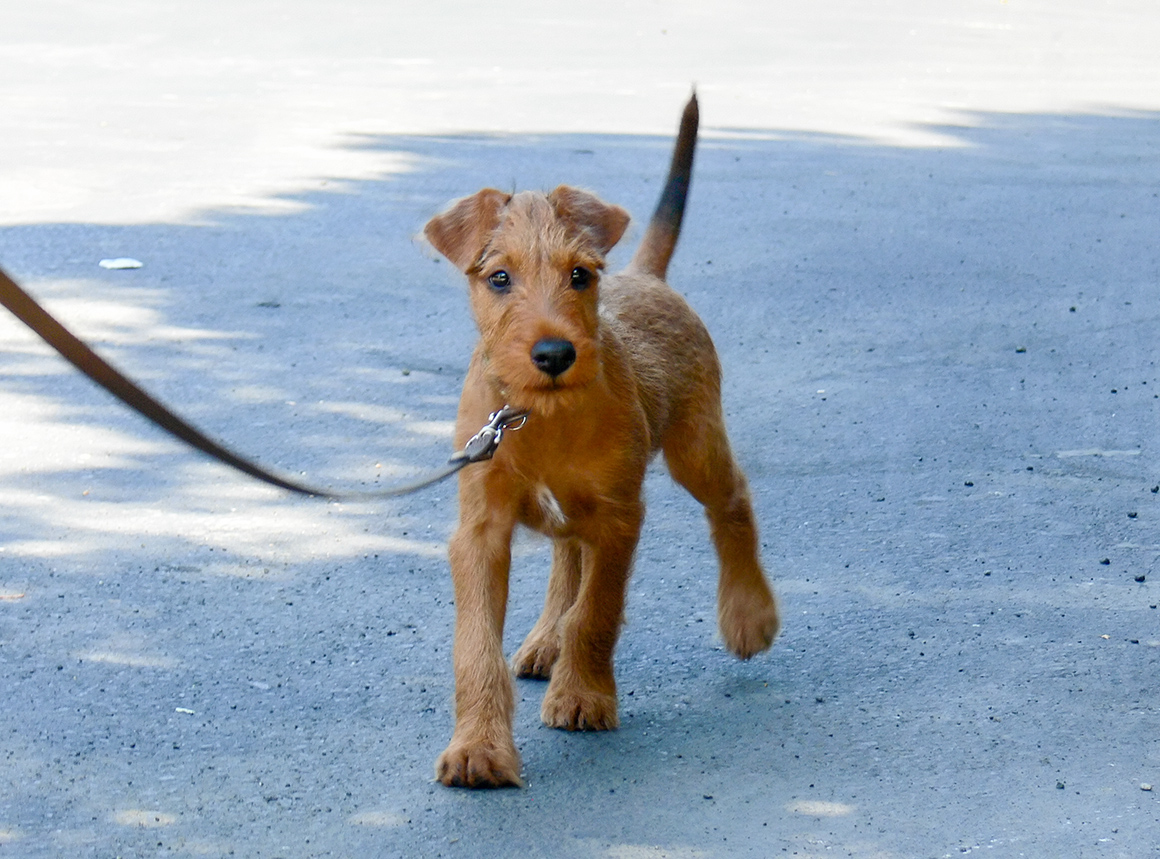
Mladý Irský teriér

## Nemoci
Irský teriér je plemeno, které není náchylné k nemocem. Je to plemeno, které je poměrně odolné nemocem. Občas se ale u tohoto plemene mohou vyskytnout geneticky dědičné choroby.

### Hyperkeratóza (digital hyperkeratosis, corny feet, CF, dry pads)
Prvním onemocněním je hyperkeratóza, což je velmi zjednodušeně řečeno extrémní rozpraskání polštářků tlapek. Tohle onemocnění je dnes u irčanů poměrně eliminováno, riziko je malé, ale přece se občas objeví, protože se v poslední době mnohem méně testuje. Pokud pes tohle onemocnění má, tak je neléčitelné, dá se jen zmírnit. V dnešní době jsou na tohle geneticky dědičné onemocnění testy, které dokáží zjistit jestli není pes přenašečem této nemoci. Doporučuje se vyžadovat tyto testy od chovatele.

### Cystinurie
Druhým onemocněním je cystinurie, což je nemoc poruchy močového ústrojí. Je to geneticky dědičná nemoc, u které se zatím nedá zjistit přenašeč. Uvolňování cystinových krystalů, časem vytvoří kameny, které ucpou močovou trubici, což způsobí, že pes se nemůže vymočit. Projev této nemoci postihuje pouze samce, protože mají delší močovou trubici. Proto je dobré tohle onemocnění konzultovat s chovatelem při výběru štěněte, zdali se tato nemoc u předchozích spojení a předků nevyskytla. Momentálně není na tuhle nemoc genetický test, pro určení přenašeče. Lze udělat pouze vyšetření moči, tak zvaný COLA test.